# Електропривреда Србије
Електропривреда Србије (ЕПС) је српска државна електро-енергетска компанија. Инсталисана снага за производњу електричне енергије је 7.326 MW од којих је 4.032 MW у термоелектранама, 336 MW у термоелектранама-топланама на природни гас и течна горива и 2.958 MW у хидроелектранама.
ЕПС је такође највећи произвођач лигнита у Србији који управља рударским басенима Колубара и Костолац и производи 37 милиона тона лигнита годишње.

## Организација
Акционарско друштво „Електропривреда Србије“ је вертикално организовано предузеће у чијем саставу раде и зависна привредна друштва — као што је „ЕПС Трговање” д.о.о. Љубљана.
Од. 1. јуна 1999. ЕПС не управља својим капацитетима на подручју Космета.

## Електране
- ТЕ Никола Тесла А — Обреновац
- ТЕ Никола Тесла Б — Скела
- ТЕ Колубара — Велики Црљени
- ТЕ Морава — Свилајнац
- ТЕ Костолац А
- ТЕ Костолац Б
- ТЕ Косово А
- ТЕ Косово Б
- ТЕ-ТО Нови сад
- ТЕ-ТО Зрењанин
- ХЕ Ђердап 1
- ХЕ Ђердап 2
- ХЕ Бајина Башта
- РХЕ Бајина Башта
- ХЕ Овчар Бања
- ХЕ Међувршје
- ХЕ Зворник
- ХЕ Потпећ
- ХЕ Увац
- ХЕ Кокин Брод
- ХЕ Бистрица
- ХЕ Пирот
- ХЕ Врла 1
- ХЕ Врла 2
- ХЕ Врла 3
- ХЕ Врла 4
- ХЕ Вучје